# راديو روتانا (الأردن)
راديو روتانا هي محطة اذاعية أردية  تأسست في 17 أكتوبر سنة 1998. تبث من العاصمة الأردنية عمان.